# Battesimo di Cristo (Tino di Camaino)

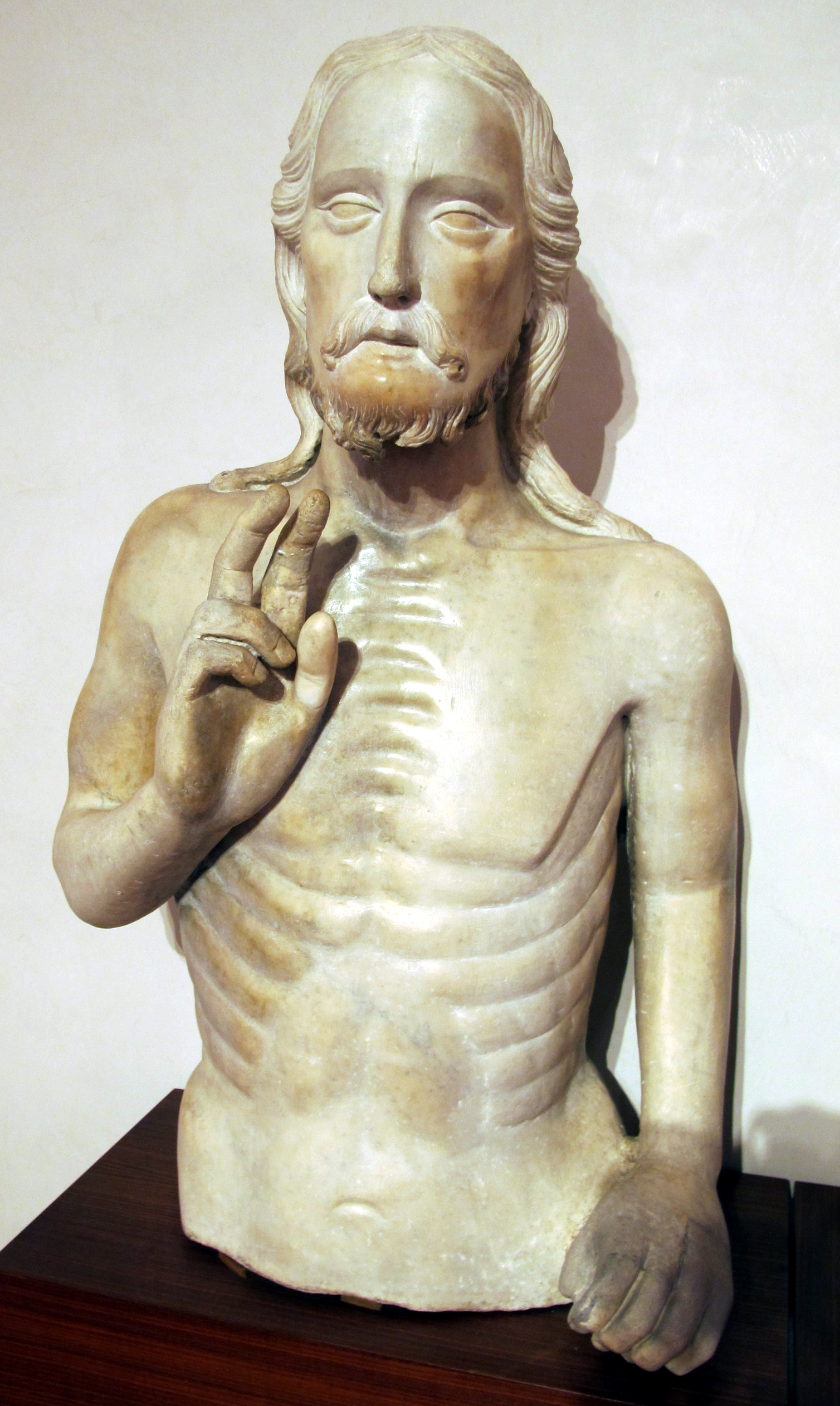
Cristo benedicente

Il Battesimo di Cristo è un gruppo scultoreo frammentario marmoreo a tutto tondo (Cristo benedicente 105x30 cm, Testa del Battista 55x41 cm) di Tino di Camaino, databile al 1320 circa e conservata nel Museo dell'Opera del Duomo di Firenze. In tutta probabilità proviene da un gruppo scultoreo sopra la Porta Sud del battistero di Firenze.

## Storia
Il gruppo del Battesimo si trovava sulla porta sud, quella da cui entravano i padrini con i fanciulli da battezzare dove vennero collocati i battenti bronzei di Andrea Pisano. Si trovavano sotto un tabernacolo tricuspidato, come si vede nella scena di processione dipinta su un cassone di Giovanni Toscani al Bargello.
Le sculture di Tino di Camaino vennero rimosse 1569-1571 quando furono creati il nuovo gruppo marmoreo decollazione di san Giovanni Battista di Vincenzo Danti. Vasari ricordò come a quell'epoca le statue fossero ormai ritenute "goffe".

## Descrizione e stile
Nel cassone di Giovanni Toscani si vede bene una figura di Cristo al centro con il Battista a destra che solleva il braccio per battezzare e un angelo a sinistra che si volta per tendere una veste. Iconograficamente la rappresentazione è tradizionale, non molto dissimile ad esempio dal Battesimo di Cristo di Giotto nella Cappella degli Scrovegni a Padova. Anche nella scultura Cristo, per non rappresentarne le nudità, doveva essere per metà ricoperto da una cortina ondosa che rappresentava l'acqua del Giordano, e che oggi è perduta, così come l'angelo e il corpo del Battista.
Del Battista resta soltanto la testa, girata espressivamente e con le folte ciocche dei capelli evidenziate da solchi di trapano che creano zone d'ombra. Dal modellato più fluido è la figura di Cristo, in cui spicca la notevole mano benedicente. L'anatomia è più schematica, con una tendenza a semplificare le forme tipica dell'artista.
Alcuni hanno ipotizzato che un frammento dell'angelo sia la cosiddetta Sibilla nello stesso museo, già identificata come una rappresentazione della Carità.

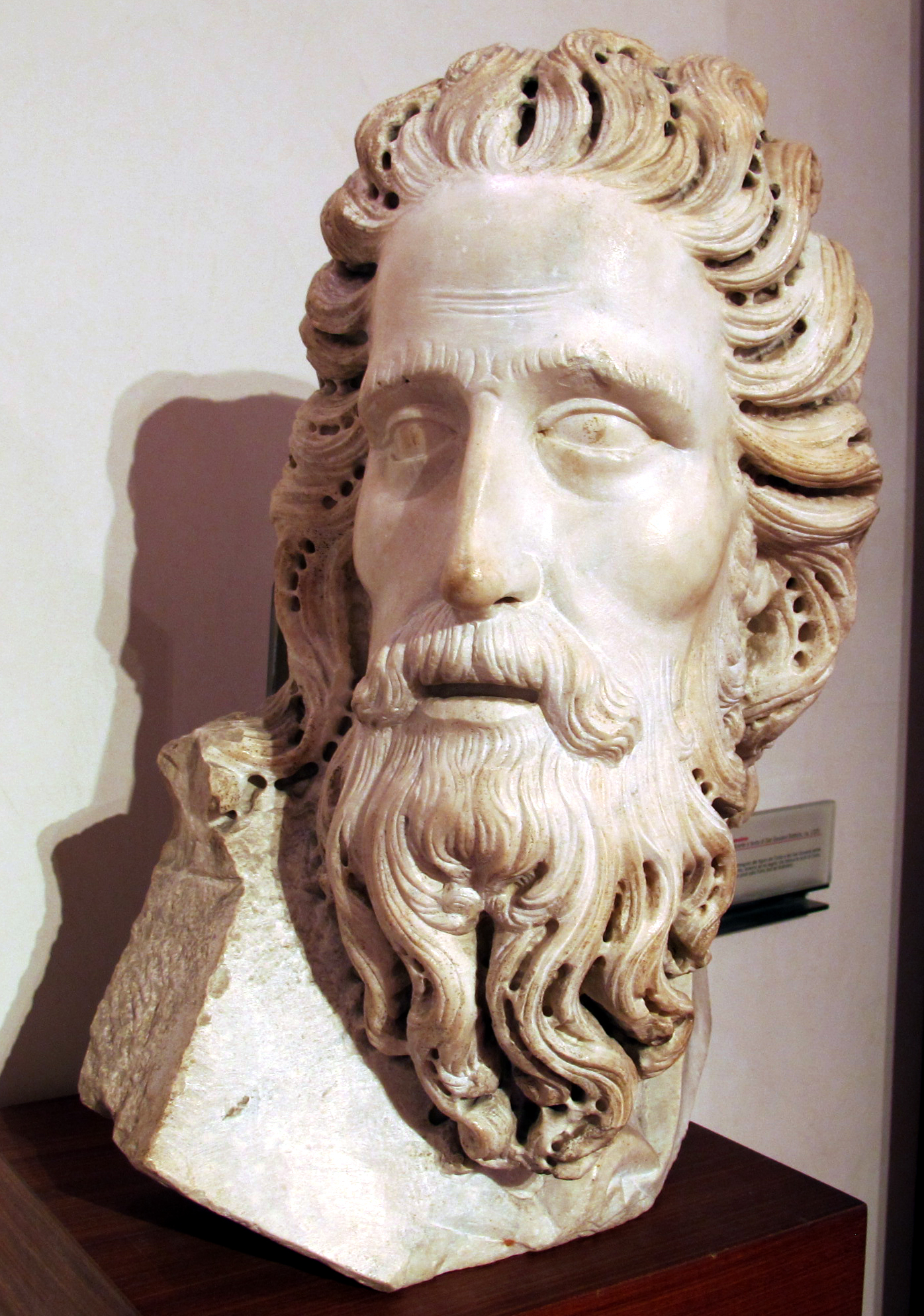
Testa del Battista
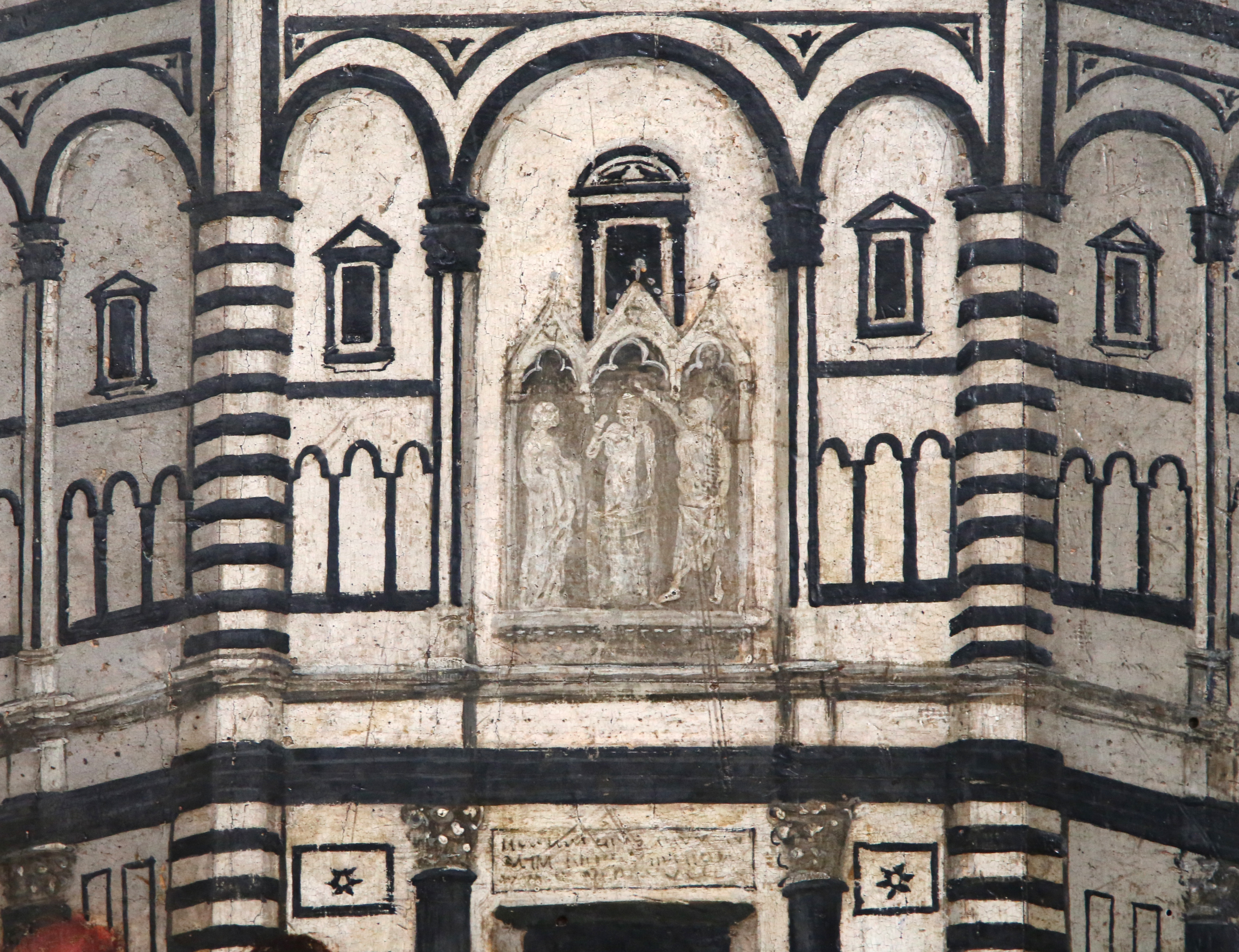
Dettaglio del cassone con la Processione di San Giovanni, Giovanni Toscani, Bargello